# برلنتي (فلم)
برلنتي هو فيلم مصري تم إنتاجه عام 1944، قصة وإخراج يوسف وهبي و بطولة يوسف وهبي، نور الهدى.

## فريق العمل
إخراج وتأليف: يوسف وهبي
إنتاج: ستوديو مصر

## بطولة
- يوسف وهبي (سامي خيرت)
- نور الهدى (برلنتي)
- أمينة رزق (سميحة هانم)
- علوية جميل (منيرة هانم شافعي)
- فؤاد شفيق (خورشيد بيه)
- محمود المليجي (عباس تهامي)
- عبد العليم خطاب (شكيب)
- عبد السلام النابلسي
- لطفي الحكيم
- زينات صدقي
- حسن البارودي

## روابط خارجية
- برلنتي على موقع IMDb (الإنجليزية)
- برلنتي على موقع الدهليز
- برلنتي على موقع قاعدة بيانات الأفلام العربية